# Ла страда (албум)
Ла страда  је дебитантски и једини албум српског алтернативног рока Ла Страда , који је издала М Продукција Радио Новог Сада 1987. Иако је објављен у ЛП формату у само 500 примерака и никада није поново објављен на ЦД-у, албум се сматра веома утицајним издањем.

## Чланови
- Даниел Стари — бас
- Роберт Радић - бубњеви
- Жолт Хорват - гитара
- Јасмина Митрушић - клавијатуре
- Слободан Тишма — вокал

Додатно особље
- Рек Илусивии — продуцент
- Јан Шаш — тон мајстор
- Боро Попржан — уметничко дело [дизајн]

## Списак песама
1. „Млад и радостан“ (3:32)
2. „Дошла су тако нека времена“ (2:55)
3. „Неаутентични снег“ (3:57)
4. „Песак и сунце“ (3:12)
5. „Океан“ (4:50)
6. „Плави тоник“ (5:40)
7. „Мама луна“ (5:55)